# Jüdischer Friedhof (Podmokly u Sušice)
Koordinaten: 49° 13′ 58,5″ N, 13° 34′ 4,5″ O

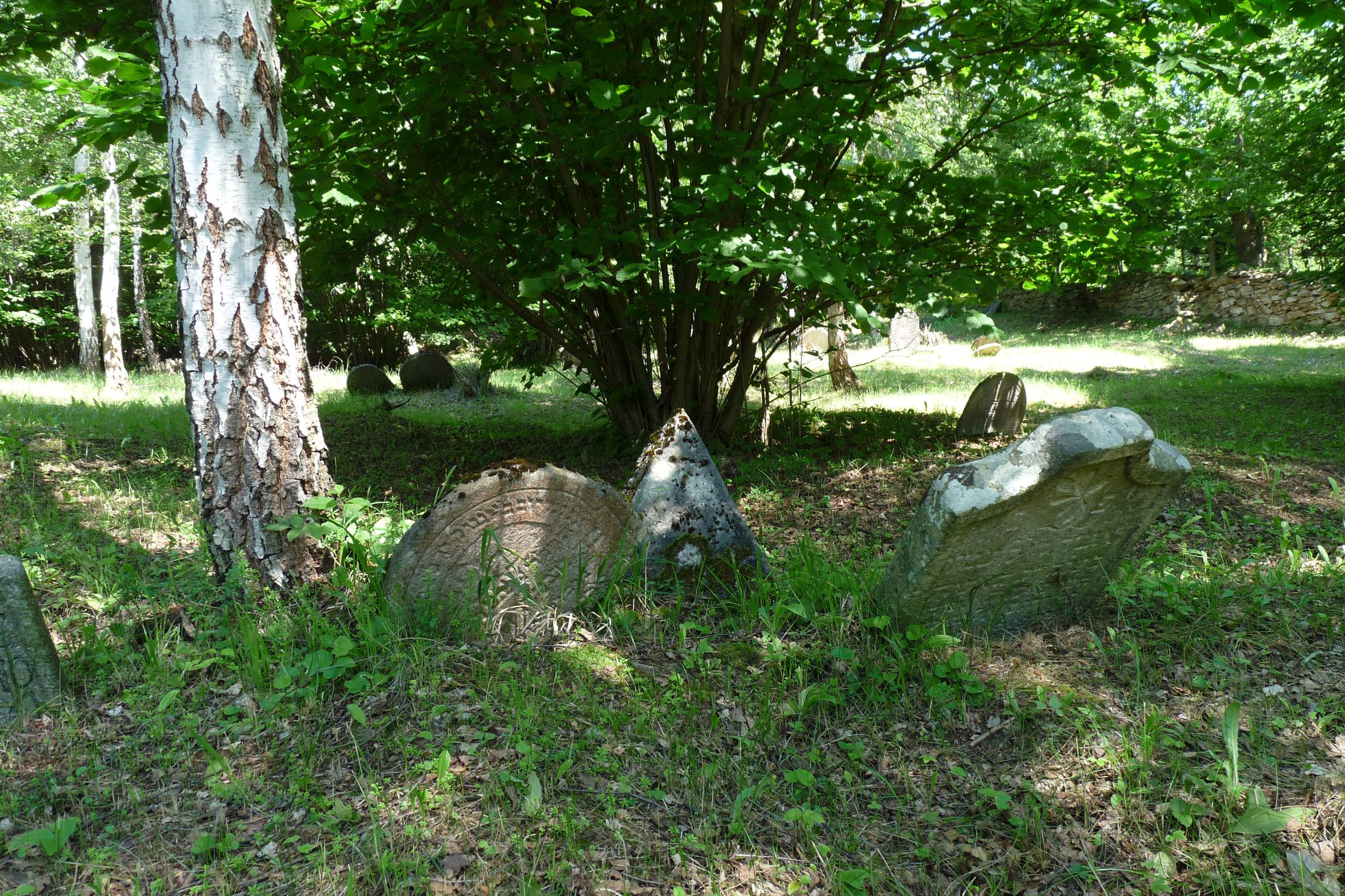
Jüdischer Friedhof in Podmokly u Sušice

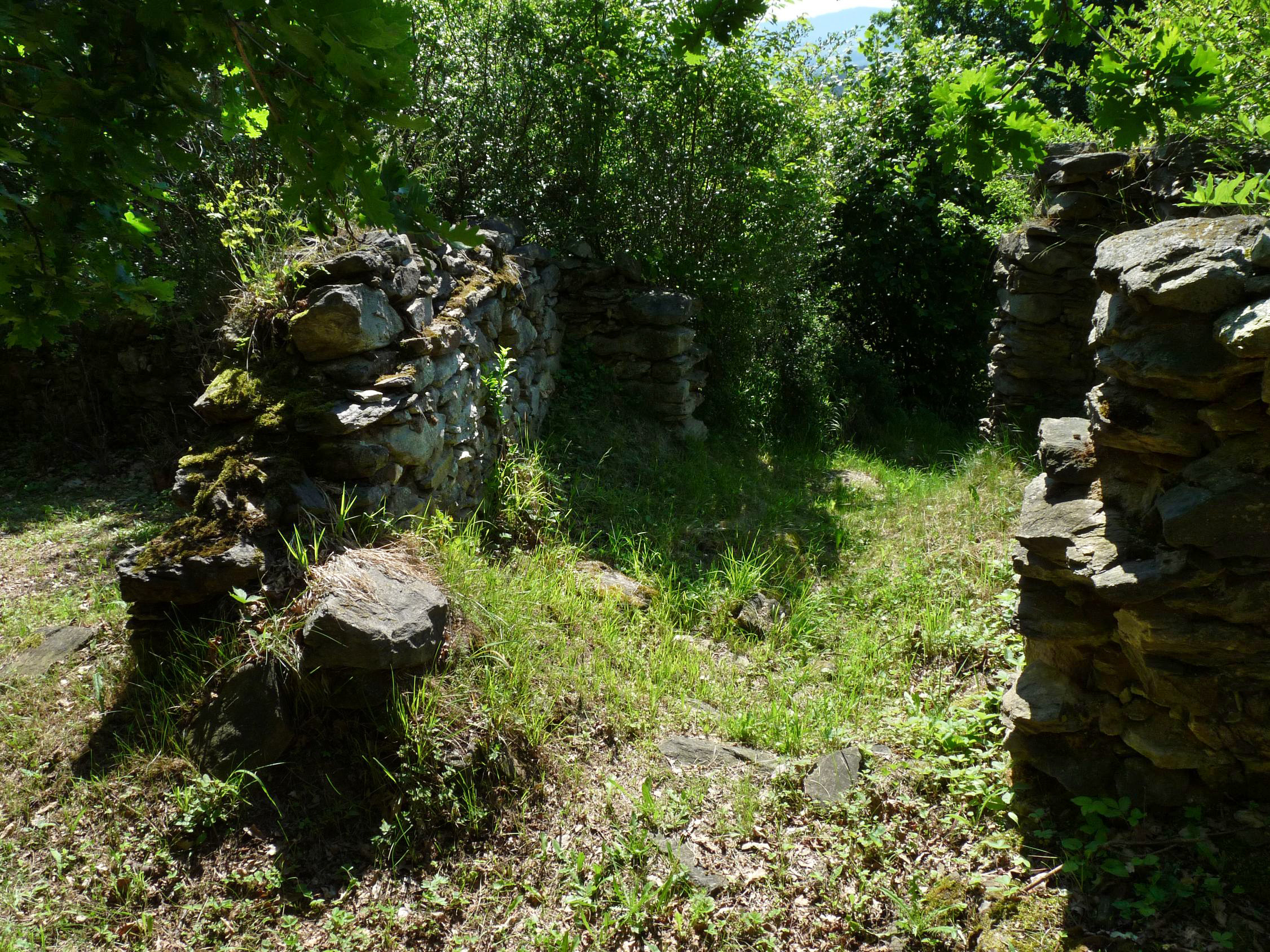
Ruine des Taharahauses

Der Jüdische Friedhof in Podmokly u Sušice (deutsch Podmok), einer Gemeinde im Okres Klatovy in Tschechien, wurde 1724 angelegt. Der jüdische Friedhof befindet sich in einem Wäldchen einen Kilometer nordwestlich des Ortes. 
Auf dem 1413 m² großen Friedhof sind noch etwa 30 Grabsteine erhalten, der älteste stammt von 1732. Die Ruine des Taharahauses ist ebenfalls noch vorhanden.